# John Frazier
John Frazier (Richmond, 23 settembre 1944) è un effettista statunitense.

## Biografia
Frazier cresce in California e frequenta la Canoga Park High School e successivamente la Los Angeles Trade Tech.
Inizia l'attività nel campo degli effetti speciali nel 1963 all'Haunted House, un night club di Hollywood. Nel 1970 inizia a lavorare per il cinema.
Ha ricevuto undici nomination agli Oscar e ne ha vinto uno per i migliori effetti speciali nel 2005 per il film Spider-Man 2.

## Filmografia parziale
- Twister, regia di Jan de Bont (1996) - supervisore agli effetti speciali
- Armageddon - Giudizio finale (Armageddon), regia di Michael Bay (1998) - supervisore agli effetti speciali
- La tempesta perfetta (The Perfect Storm), regia di Wolfgang Petersen (2000) - coordinatore degli effetti speciali
- Pearl Harbor, regia di Michael Bay (2001) - supervisore agli effetti speciali
- Spider-Man, regia di Sam Raimi (2002) - supervisore agli effetti speciali
- xXx, regia di Rob Cohen (2002) - supervisore agli effetti speciali
- Spider-Man 2, regia di Sam Raimi (2004) - direttore effetti speciali
- Poseidon, regia di Wolfgang Petersen (2006) - supervisore agli effetti speciali
- Spider-Man 3, regia di Sam Raimi (2007) - supervisore agli effetti speciali
- Pirati dei Caraibi - Ai confini del mondo (Pirates of the Caribbean: At World's End), regia di Gore Verbinski (2007) - direttore effetti speciali
- Transformers, regia di Michael Bay (2007) - direttore effetti speciali
- Hancock, regia di Peter Berg (2008) - coordinatore e supervisore agli effetti speciali
- Transformers - La vendetta del caduto (Transformers: Revenge of the Fallen), regia di Michael Bay (2009) - supervisore agli effetti speciali
- Pirati dei Caraibi - Oltre i confini del mare (Pirates of the Caribbean: On Stranger Tides), regia di Rob Marshall (2011) - supervisore agli effetti speciali
- Transformers 3 (Transformers: Dark of the Moon), regia di Michael Bay (2011) - supervisore agli effetti speciali
- The Amazing Spider-Man, regia di Marc Webb (2012) - supervisore agli effetti speciali
- Il grande e potente Oz (Oz: The Great and Powerful), regia di Sam Raimi (2013) - supervisore agli effetti speciali
- Pain & Gain - Muscoli e denaro (Pain & Gain), regia di Michael Bay (2013) - supervisore agli effetti speciali
- After Earth, regia di M. Night Shyamalan (2013) - supervisore agli effetti speciali
- The Lone Ranger, regia di Gore Verbinski (2013) - supervisore agli effetti speciali
- The Amazing Spider-Man 2, regia di Marc Webb (2014) - supervisore agli effetti speciali
- Transformers 4 - L'era dell'estinzione, regia di Michael Bay (2014)
- Piccoli brividi, regia di Rob Letterman (2015)
- Pirati dei Caraibi - La vendetta di Salazar, regia di Joachim Rønning ed Espen Sandberg (2017)
- Transformers - L'ultimo cavaliere, regia di Michael Bay (2017)
- Panama Papers, regia di Steven Soderbergh (2019)
- Bad Boys for Life, regia di Adil El Arbi e Bilall Fallah (2021)

## Riconoscimenti
Premio Oscar
- 1997 - Candidatura ai migliori effetti speciali per Twister
- 1999 - Candidatura ai migliori effetti speciali per Armageddon - Giudizio finale
- 2001 - Candidatura ai  migliori effetti speciali per La tempesta perfetta
- 2002 - Candidatura ai migliori effetti speciali per Pearl Harbor
- 2003 - Candidatura ai migliori effetti speciali per Spider-Man
- 2005 - Migliori effetti speciali per Spider-Man 2
- 2007 - Candidatura ai migliori effetti speciali per Poseidon
- 2008 - Candidatura ai migliori effetti speciali per Pirati dei Caraibi - Ai confini del mondo
- 2008 - Candidatura ai migliori effetti speciali per Transformers
- 2012 - Candidatura ai migliori effetti speciali per Transformers 3
- 2014 - Candidatura ai migliori effetti speciali per The Lone Ranger